# François-Gil de Frederich
François-Gil de Frederich (1702-1745), est un religieux dominicain espagnol, missionnaire au Tonkin et mort martyr à Hanoï. Il a été béatifié en 1906 puis canonisé en 1988 avec 116 autres martyrs du Viêt Nam. Sa mémoire individuelle est célébrée le 22 janvier et collectivement avec les autres martyrs le 24 novembre.

## Biographie
François-Gil de Frederich est né à Tortosa en Catalogne le 14 décembre 1702. A l'âge de 15 ans, il entre chez les dominicains de Barcelonne. Là, le jeune homme exprime sa volonté d'aller évangéliser les populations en orient. Mais ses supérieurs lui confient des tâches d'enseignement dans le couvent. Après quelques années, il est envoyé aux Philippines en 1729, puis en 1735, il est envoyé au Tonkin. Le pays est sous le coup d'une forte persécution anti-chrétienne, ce qui ne l'empêche pas de « développer une forte activité missionnaire »,.
Mais après deux ans d'activités, il est arrêté et mis en prison. Ayant obtenue un peu de liberté de mouvement, grâce à une vieille dame qui a obtenue qu'il passe chez elle en journée pour la soigner, il continue à baptiser et confesser durant ces années de détention. Il est présenté plusieurs fois au tribunal et condamné à mort. Il est invité à apostasier, mais il refuse. Les autorités lui proposent de l'argent pour qu'il renonce à sa foi. Il refuse également. Le 21 janvier 1745 on lui annonce son exécution pour le lendemain, il écrit sa dernière lettre, et en pleine nuit, à 3h du matin, il célèbre sa dernière messe avec son compagnon Matthieu-Alphonse Leziniana. Ils sont tous deux attachés à un pieu et décapité. Son corps est innumé à Luc-Thuy,.
En 1906, le pape Pie X le béatifie avec son compagnon Matthieu Alphonse. En 1988, le pape Jean-Paul II le canonise en même temps que 116 autres martyrs du Viêt Nam.
Sa mémoire est célébrée dans l’Église catholique le 22 janvier. Mais la mémoire collective des 117 martyrs est célébrée le 24 novembre.